# Championnat du Koweït de football 1991-1992
Navigation
Saison précédente Saison suivante
La saison 1991-1992 du Championnat du Koweït de football est la trentième édition du championnat de première division au Koweït. La Premier League regroupe les quatorze meilleurs clubs du pays, répartis en deux poules de sept, où ils s'affrontent deux fois au cours de la saison, à domicile et à l'extérieur. À la fin de la compétition, les deux derniers de chaque poule sont relégués tandis que les clubs classés 4e et 5e disputent un barrage de relégation. Le but est de recréer une deuxième division avec les clubs qui sont relégués à l'issue de la compétition.
C'est le club du Qadsia Sporting Club qui remporte le championnat après avoir battu lors de la finale pour le titre Al Yarmouk. C'est le 7e titre de champion du Koweït de l'histoire du club; qui manque le doublé en s'inclinant en finale de la Coupe du Koweït face à Al Arabi Koweït.

## Les clubs participants
| - Al Arabi Koweït - Al-Salmiya SC - Kazma Sporting Club - Al Kuwait Kaifan - Khitan FC - Al Tadamon Farwaniya - Al Fehayheel | - Qadsia Sporting Club - Al Yarmouk - Al Jahra - Al Nasr Koweit - Al Shabab Koweït - Al Sahel - Solaybeekhat |

## Compétition

### Phase régulière
Le barème utilisé pour établir le classement est le suivant :
- Victoire : 2 points
- Match nul : 1 point
- Défaite : 0 point

#### Groupe A
| Rang | Équipe               | Pts | J  | G | N | P | Bp | Bc | Diff |
| ---- | -------------------- | --- | -- | - | - | - | -- | -- | ---- |
| 1    | Qadsia Sporting Club | 17  | 12 | 8 | 1 | 3 | 20 | 6  | +14  |
| 2    | Al Yarmouk           | 15  | 12 | 6 | 3 | 3 | 15 | 7  | +8   |
| 3    | Al Jahra             | 14  | 12 | 5 | 4 | 3 | 15 | 9  | +6   |
| 4    | Kazma Sporting Club  | 13  | 12 | 5 | 3 | 4 | 10 | 8  | +2   |
| 5    | Al Fehayheel         | 10  | 12 | 4 | 2 | 6 | 8  | 14 | -6   |
| 6    | Al Tadamon Farwaniya | 9   | 12 | 3 | 3 | 6 | 9  | 16 | -7   |
| 7    | Khitan FC            | 6   | 12 | 1 | 4 | 7 | 4  | 21 | -17  |

|  | Qualification pour la phase finale      |
|  | Participation au barrage de relégation  |
|  | Relégation directe en deuxième division |

#### Groupe B
| Rang | Équipe              | Pts | J  | G  | N | P  | Bp | Bc | Diff |
| ---- | ------------------- | --- | -- | -- | - | -- | -- | -- | ---- |
| 1    | Al-Salmiya SC       | 22  | 12 | 10 | 2 | 0  | 22 | 5  | +17  |
| 2    | Al Arabi Koweït T C | 20  | 12 | 9  | 2 | 1  | 19 | 5  | +14  |
| 3    | Al Kuwait Kaifan    | 16  | 12 | 7  | 2 | 3  | 20 | 12 | +8   |
| 4    | Al Nasr Koweït      | 14  | 12 | 6  | 2 | 4  | 15 | 12 | +3   |
| 5    | Solaybeekhat        | 8   | 12 | 4  | 0 | 8  | 12 | 22 | -10  |
| 6    | Al Sahel            | 3   | 12 | 1  | 1 | 10 | 8  | 22 | -14  |
| 7    | Al-Shabab Koweït    | 1   | 12 | 0  | 1 | 11 | 7  | 25 | -18  |

|  | Qualification pour la phase finale      |
|  | Participation au barrage de relégation  |
|  | Relégation directe en deuxième division |

### Phase finale
|  | Demi-finales         | Demi-finales |                        |   | Finale        | Finale |
|  | Demi-finales         | Demi-finales |                        |   | Finale        | Finale |
|  |                      |              |                        |   |               |        |
|  |                      |              |                        |   | 12 avril 1992 |        |
|  |                      |              |                        |   |               |        |
|  | Al-Salmiya SC        | 0            |                        |   |               |        |
|  | Al-Salmiya SC        | 0            |                        |   |               |        |
|  | Al Yarmouk           | 1            |                        |   |               |        |
|  | Al Yarmouk           | 1            | Qadsia Sporting Club   | 2 |               |        |
|  |                      |              | Qadsia Sporting Club   | 2 |               |        |
|  |                      | Al Yarmouk   | 0                      |   |               |        |
|  | Qadsia Sporting Club | Al Yarmouk   | 0                      | 1 |               |        |
|  | Qadsia Sporting Club |              |                        | 1 |               |        |
|  | Al Arabi Koweït      | 0            |                        |   |               |        |
|  | Al Arabi Koweït      | 0            | Match pour la 3e place |   |               |        |
|  |                      |              |                        |   |               |        |
|  |                      |              |                        |   |               |        |
|  |                      |              |                        |   |               |        |
|  | Al-Salmiya SC        | 2            |                        |   |               |        |
|  | Al-Salmiya SC        | 2            |                        |   |               |        |
|  | Al Arabi Koweït      | 1            |                        |   |               |        |
|  | Al Arabi Koweït      | 1            |                        |   |               |        |

### Barrage de relégation
Le club classé 4e d'une poule rencontre le 5e de l'autre poule sur un seul match pour décider quelle équipe se maintient parmi l'élite.
| Équipe 1            | Résultat | Équipe 2     |
| ------------------- | -------- | ------------ |
| Kazma Sporting Club | 2 - 0    | Solaybeekhat |
| Al Nasr Koweït      | 0 - 1    | Al Fehayheel |

## Bilan de la saison
| Championnat du Koweït de football 1991-1992      |                                                                                     |
| Champion                                         | Qadsia Sporting Club (7e titre)                                                     |
| Coupes et trophées                               |                                                                                     |
| Vainqueur de la Coupe du Koweït 1991-1992        | Al Arabi Koweït                                                                     |
| Qualifications continentales                     |                                                                                     |
| Coupe d'Asie des clubs champions 1992-1993       | Qadsia Sporting Club                                                                |
| Coupe des Coupes 1992-1993                       | Al Arabi Koweït                                                                     |
| Coupe des clubs champions du golfe Persique 1993 | Qadsia Sporting Club                                                                |
| Promotions et relégations                        |                                                                                     |
| Promus en Premier League                         | Aucun                                                                               |
| Relégués en First Division                       | Solaybeekhat Al Nasr Koweït Al Tadamon Farwaniya Khitan FC Al Sahel Al Shaba Koweït |